# Łuza (miasto)
Łuza (ros. Луза) - miasto w europejskiej części Rosji w obwodzie kirowskim. W 2021 w mieście liczyło ok. 9,1 tys. mieszkańców.

## Geografia
Przez miasto przepływa rzeka Łuza, jeden z dopływów Dwiny. Ok. 300 km na południowy wschód od miasta znajduje się Kirow.

## Historia
Miasto zostało założone pod koniec XIX wieku na gruzach starszej osady z XVII wieku. Status miasta Łuza otrzymała w 1944 roku.

## Demografia
Źródło:
- 1939 - 6 700
- 1959 - 13 200
- 1970 - 14 000
- 1989 - 13 700
- 2007 - 11 400
- 2013 - 10 813[5]